# Бездомные животные

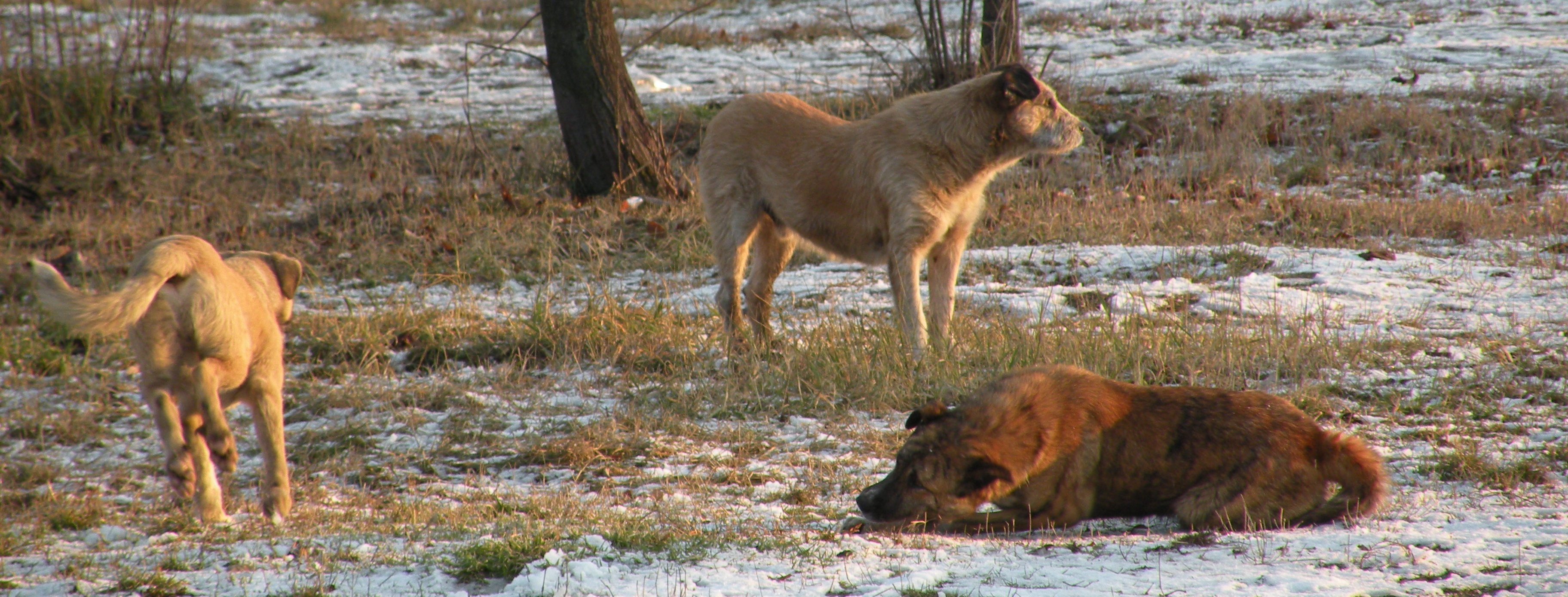
Бродячие собаки

Бездо́мные (беспризо́рные, бродя́чие, бесхозя́йные, бесхо́зные, ничейные) живо́тные — домашние животные, не имеющие хозяев, чаще всего — бродячие собаки и бездомные кошки. Безнадзорными животными ГК РФ называет животных, у которых предположительно есть хозяин (например, скот), и которые потому рассматриваются близко к находкам.
Основной формой работы с безнадзорными владельческими и бездомными животными в западных странах, в особенности, с собаками — является безвозвратный отлов (то есть изъятие из городской среды без последующего возвращения животных на место отлова) и помещение отловленных животных в приюты. В большинстве из этих стран для невостребованных животных применяется усыпление. Приюты также активно действуют как центры сбора отказных, в том числе «лишних» животных у владельцев, и как центры передачи животных новым владельцам с целью предотвращения возможного пополнения популяций бездомных животных. Экспериментальная программа стерилизации с последующим выпуском собак в места поимки, по данным на март 2011 года, планируется к введению в России, из европейских стран проводится лишь в Греции Одним из последствий экспериментов со стерилизацией бродячих собак в российских городах стало появление в начале 2010-х годов догхантеров.
Свободное обитание собак на улицах городов считается неприемлемым Национальной ассоциацией по контролю над животными США. Согласно заключению этой организации, при свободном обитании собаки подвергаются эпидемическому риску (заражению от других животных), они могут нападать на домашний скот или убивать других животных, могут являться причиной жестоких проявлений со стороны недовольных хозяев других животных, могут отравиться и умереть в муках после приёма пищи, найденной среди мусора, становятся причиной ДТП и других происшествий. Ассоциация констатирует необходимость отлова и усыпления невостребованных животных в приютах. В 2013 году в США было усыплено более 2 700 000 собак и кошек, попавших в приюты, но не нашедших себе новых хозяев.
В случае бесконтрольного размножения и обитания бродячих собак, например в России и на Украине, бродячие животные могут представлять угрозу для диких, порой исчезающих видов животных.

## Происхождение и динамика численности популяций бездомных животных
Различают два основных типа происхождения бездомных животных:
1. животные, родившиеся на улице, и никогда не имевшие владельцев;
2. животные, когда-то имевшие хозяина, но впоследствии оказавшиеся на улице в силу каких-либо причин, таких как:

- нечаянная потеря животного;
- намеренный отказ хозяина от прав на животное и от занятия его перепристройством, сопровождаемое выпусканием животного в свободное обитание (то есть, выбрасывание животного);
- смерть хозяина и последующее выбрасывание животного наследниками.

Животные первого типа считаются потомками животных второго типа в каком-то поколении, причём число поколений не очень велико, за исключением стран с тёплым климатом, где пребывание животных на улицах и свободный выгул владельческих в целом распространены, а смертность животных на улицах ниже, чем в странах с холодным климатом или его сезонными изменениями.
Животные двух типов различаются привычками, поведением, степенью социализации к человеку и другим животным.

В Европе, согласно результатам исследований, проведённым тридцатью четырьмя зоозащитными организациями из тридцати стран, четырнадцать (45 % от общего числа стран) проводили специальный сбор данных с целью выяснения преобладающих источников происхождения бездомных собак. Из них, три страны (10 % от общего числа) — Албания, Азербайджан и Украина оценили подавляющее большинство собак (точный процент не назван, 99 %, и 70 % соответственно) как животных первого типа, то есть родившихся на улице. Остальные страны (13 стран, 41 % от общего числа) указали на различные степени соотношения всех причин появления бездомных собак, то есть оценили как заметную роль людей, выбрасывающих или теряющих своих животных.
На Кипре популяция бездомных собак активно пополняется за счёт бросающих их иностранцев, в частности, британцев, которые продают свои дома и квартиры на острове из-за сложностей с выплатой ипотеки.
В странах Азии, в частности, в Индии и Бангладеш, где не принято держать собак в домах, популяция бездомных собак благодаря благоприятным климатическим условиям и социально-экономическим факторам устойчиво существует и даёт потомство на протяжении столетий в городских трущобах.
Согласно зоозащитникам, проблема во многом усугубляется наличием бизнеса по размножению породистых животных, так как заводчики продолжают разводить собак в условиях наличия кризиса увеличения их уличного поголовья, и вытесняют для бездомных животных возможности быть пристроенными
Известно, что разводчики собак могут переоценивать свои возможности, что может приводить к появлению нежелательных и избыточных особей. Согласно данным ASPCA и HAAF, 25-30 % собак, поступающих в американские приюты, являются чистокровными.

### Особенности поведения стай и агрессия против человека
Зоопсихолог спортивной детско-юношеской кинологической школы «Чиндогу» И. Панькова констатирует, что когда человек заходит на территорию, где обитает бродячая стая, то стая может воспринять это как покушение на территорию и напасть на него. Вторжение любого объекта (человека, другого животного, автомобиля) на территорию, где стая собак обитает в течение нескольких месяцев, рассматривается стаей как агрессия. Облаивание этих объектов, укусы, изгнание их со своей территории повышает статус доминирования собак в своей стае. Агрессия может увеличиваться в присутствии опекуна, приносящего еду. Статус опекуна для собак ненамного ниже вожака. Стая будет охранять его и проявлять агрессию к посторонним людям в его присутствии. Этим свойством поведения собак иногда пользуются бездомные, используя стаю для своего сопровождения.
В стаях, состоящих из 5—10 особей, все собаки имеют чёткие статус и роль. В них всегда есть «главарь» — самый сильный и агрессивный кобель. Он — самый умный, безошибочно выбирает маршруты и тактику действий, навязывая стае свои решения. При нём состоит «охранник», задача которого — метить территорию «хозяина». У «главаря» чаще всего есть и своя постоянная «спутница» — сука, с которой он образует главную пару.
Бездомные собаки, прикормленные в подземных переходах и возле рынков, ночью превращаются в добровольных сторожей, с которыми журналисты газеты «Известия» не рекомендуют встречаться.
Наиболее опасны для людей собачьи стаи в период, когда они занимаются размножением — весной и осенью. В Казани ежегодно с 24 февраля, когда у собак начинается брачный период, работники службы отлова безнадзорных животных переходят на усиленный режим работы.
В апреле 2009 года стая псов напала днём на городском кладбище в Советске (Калининградская область) на пенсионера, нанеся ему около ста укусов, ставших для него смертельными. Нападение безнадзорных псов на городских жителей может быть спровоцировано даже запахом пищи в сумке случайного прохожего — на Чукотке летом 2001 года стая бездомных собак напала на сотрудницу детского сада «Парус» 37-летнюю мать пятерых детей Ольгу Котгыргину. Собак привлёк запах еды из сумок с продуктами, которые были у неё в руках. Животные набросились на женщину и загрызли её насмерть.
По мнению биологов, бездомные собаки умнее тех, которые имеют хозяев ввиду постоянной борьбы за выживание. Выяснение отношений между стаями обычно ведётся ритуально и без проявления особого насилия. Стая отстаивает своё право на место, где спит и отдыхает, помечая территорию мочой. Тем не менее, стаи, живущие в городах, могут вести войну друг с другом, которая может длиться несколько лет и завершиться после гибели вожака или нескольких самых активных псов одной из стай.
В СМИ высказывается мнение, что в результате естественного отбора в городских собачьих стаях остаются только крупные и агрессивные особи. Согласно научным исследованиям, действительно, к началу XXI века в крупных городах, в частности, в Москве, в собачьих стаях остались лишь особи крупных размеров. Заведующий лабораторией НИИ охраны природы Борис Самойлов подтверждает, что в стаях естественный отбор идёт на укрупнение животных, поскольку суку в стае покрывает самый сильный и крупный кобель.
По мнению ветврача Московской государственной ветеринарной академии им. К. И. Скрябина Константина Садоведова:
Бездомные собаки — как волки, у них уже нет страха перед человеком или дикими животными. Стоит им почувствовать запах крови или увидеть малейшую агрессию со стороны человека — и они нападают первыми
Биологи замечают, что уличные собаки сохраняют в неприкосновенности многие древние инстинкты, присущие диким животным, но утерянные своими домашними собратьями. В сравнении с домашними собаками бездомные псы обладают более высокой приспосабливаемостью к неблагоприятным условиям среды и способны вступать в конкурентные отношения не только друг с другом, но и с человеком. Межвидовая конкуренция может возникнуть за кормовую базу, например, с бездомными людьми. Агрессивное поведение наблюдается у родственных стай. В стае более агрессивны кобели. Суки агрессивны в период вскармливания щенков — как по отношению к самцам, так и к людям, проявляя оборонительную агрессию в виде облаивания. Агрессия возрастает при сокращении площади участка, где обитает стая и при увеличении её численности.
Не все собачьи стаи охотятся на кошек. Но когда среди них появляется хотя бы одна особь с охотничьими наклонностями, другие собаки начинают перенимать у неё опыт, и охота приобретает коллективный характер. Каждому члену стаи отводится своя роль: собаки-«разведчики» выслеживают жертву. «Загонщики» гонят добычу на вожака, притаившегося в засаде. Смерть кошки в результате нападения дворняг с относительно слабыми челюстями, по мнению биологов, всегда бывает мучительной для неё.
Нападение собаки, как бездомной, так и домашней без поводка, при определённых условиях может стать причиной развития невроза у детей.
В странах бывшего СССР стали нередки случаи нападения бездомных псов на животных в зоопарках. Стая, регулярно проникающая по ночам на территорию зоопарка, в Калининграде в марте 2009 года растерзала южноамериканскую ламу, камерунскую козу, оленя и горного козла, разорвала на части олениху и покусала некоторых других животных,,. По мнению сотрудников зоопарка, чтобы проникнуть на территорию, собаки осуществили подкоп. В Харькове в 2007 году погибли 6 косуль. Взрослые животные сломали шейные позвонки о металлические прутья, два детёныша умерли от разрыва сердца после того, как их в течение продолжительного времени облаивали два бродячих пса,. В Тульском зооуголке были случаи нападения бездомных собак на косуль.

### Проблема роста популяций
Как отмечают специалисты, популяции кошек во всём мире значительно увеличилась. Некоторые учёные склонны считать, что увеличению популяций кошек способствует глобальное потепление климата. Кристина Петерсон (Christine A. Petersen), сотрудник Колледжа ветеринарной медицины университета штата Айова, отмечает, что на репродуктивную способность кошек потепление климата не влияет, поскольку циклы репродуктивности определяются светом, а не температурой.
Нэнси Петерсон (Nancy Peterson), руководитель программы диких кошек Общества защиты животных Соединённых Штатов, поясняет, что основной период рождения котят начинается в марте до начала лета, однако в последнее время отмечаются удлинение сезона котят. Теоретический репродуктивный цикл кошки происходит 3-4 раза в год по 4-6 котят, таким образом за семь лет одна кошка способна воспроизвести 420000 особей (включая потомство от её детей). Основное время спаривания кошек приходится на весенний период, с начала февраля, возможно, что потепление климата способствует и более раннему началу репродуктивной активности животных.
Тенденцией роста популяций диких кошек обеспокоена Л. Лорд (Linda K. Lord), доцент превентивной ветеринарии университета штата Огайо. Она считает необходимым принять срочные меры по контролю за численностью кошек. Лорд провела опрос среди жителей Огайо, в результате которого половина опрошенных высказываются за запрет на свободное перемещение кошек по улицам, 60 процентов поддерживают их стерилизацию, 88 процент за вакцинацию против бешенства.
Возможности к размножению у кошек феноменальные, если их реализовать, то на планете остались бы одни кошки, всех других животных они вытеснили бы, говорит кандидат ветеринарных наук Елена Дубровина. Физиологически это объясняется эстральным циклом животных, который у кошек при отсутствии беременности происходит через каждые 3-7 недели. У собак эстральный цикл всего 1-2 раза в год.
По данным учёных, кошки, в связи с широким распространением во всём мире, причислены к инвазивным видам и занесены в список „100 of the World’s Worst Invasive Alien Species.“ („100 инвазионных видов на Земле“) составленный Международным союзом охраны природы, наряду с растениями, моллюсками, водорослями, микроорганизмами, насекомыми, грибами некоторыми видами птиц, рыб и млекопитающими (всего в списке 14 млекопитающих).
В США проблеме роста популяций уделяется внимание. В 1991 году был создан национальный совет по изучению и политики в области популяции собак и кошек, в который вошли представители обществ собаководов и любителей кошек, Национальной ассоциации контроля за животными, Американской медицинской ветеринарной ассоциации, крупнейших зоозащитных организаций.

## Ареал и питание популяций бездомных животных

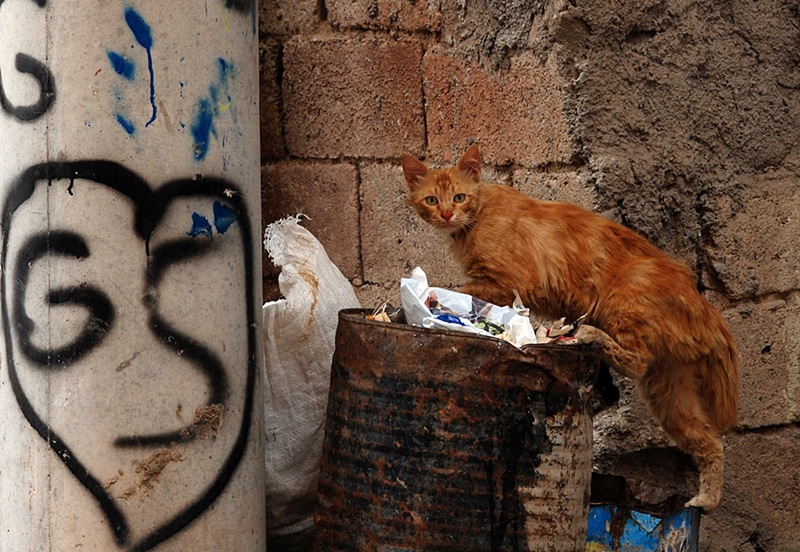
Мусорные баки являются одним из главных источников пропитания для бездомных животных

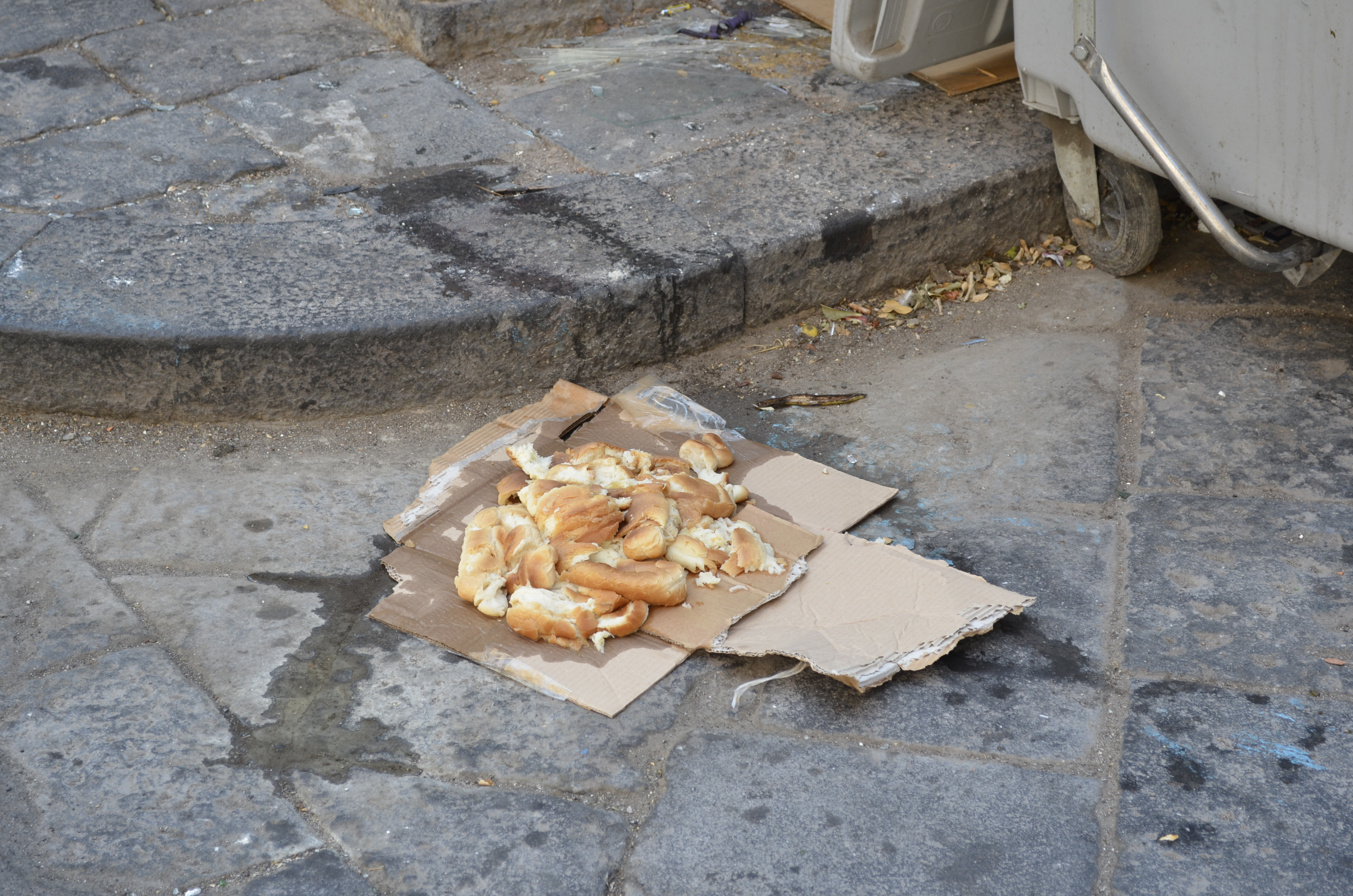
Жители населённых пунктов часто подкармливают бездомных животных, оставляя им еду на видных местах

Ареал бездомных животных распределён в соответствие с их действующими источниками пищи (такими как свалки, рестораны, рынки, подкармливающие люди, и т. д.).
Ареал бездомных кошек очень многообразен, как заявила директор Гуманного Общества (Marin County Humane Society) Диана Аллевато (Diane Allevato) на экологическом совещании в Новато, округа Марин, штата Калифорния. 

Вы не можете увидеть их, потому что кошки активны в ночное время суток. Они обитают возле ресторанов, продуктовых магазинов, на свалках, недалеко от офисных комплексов, и в парках. Везде, где есть источник пищи, собираются кошки
.

### Классификация
Классификация кошек и собак согласно их зависимости от человека, сделанная на основании анализа опроса населения Европы, проведённого организациями WSPA и RSPCA International в 2006—2007 годах:
| | Собаки | Кошки |
| --- | --- | --- |
| вторично-одичавшие | * не имеют хозяев | * никогда не имели владельца, независимы от человека                                                       |
| вторично-одичавшие | * чаще всего, отделились от подконтрольной человеку владельческой популяции собак, но одичали за несколько поколений | * являются субпопуляцией свободно выгуливаемых кошек, могут быть потомками домашних или выброшенных кошек. |
| вторично-одичавшие | * плохо социализованы к человеку                                                                                     | |
| вторично-одичавшие | * обитают на окраинах городов или в сельской местности                                                               | — |
| вторично-одичавшие | * добывают пищу собирательством                                                                                      | * добывают пищу собирательством и охотой                                                                   |
| вторично-одичавшие | * имеют невысокую степень выживаемости                                                                               | — |
| вторично-одичавшие | * имеют невысокую степень скорости размножения                                                                       | — |
| выброшенные или отказные, потерявшиеся | | |
| * когда-то имели владельца и были зависимы от получаемого от него ухода                                                                    | | |
| * больше не могут получать помощь от бывшего владельца                                                                                     | | |
| * могут подкармливаться посторонними людьми или опекунами (иногда нерегулярно)                                                             | | |
| * добывают пищу собирательством и охотой                                                                                                   | | |
| * имеют низкий шанс на выживание, из-за неприспособленности к существованию без человека                                                   | — | |
| * имеют невысокую степень скорости размножения                                                                                             | * могут быть как социализованы, так и не социализованы к человеку                                                    | |
| владельческие, но неконтролируемые | | |
| * животное, находящееся на свободном выгуле                                                                                                | | |
| * собака, которую впускают в дом и выпускают на улицу по просьбе                                                                           | * кошка, постоянно живущая во дворе                                                                                  | |
| * животное может быть предоставлено само себе круглосуточно, либо периодически, в некоторое определённое время суток                       | | |
| * зависит от владельца, получает от него пищу и уход                                                                                       | * зависит от владельца, частично получает от него пищу и уход                                                        | |
| * животное может быть стерилизовано или не стерилизовано                                                                                   | | |
| * потенциально имеют высокую репродуктивную способность и высокую степень выживаемости потомства                                           | | |
| владельческие, контролируемые (не безнадзорные)                                                                                            | | |
| * абсолютно зависимы от владельца, могут получать пищу и уход только от него                                                               | | |
| * как правило, находятся на улице только в непосредственной близости от владельца                                                          | * могут иметь частичный или ограниченный доступ во двор владельца (выпускаться в загородку или в сад)                | |
| * должным образом контролируются владельцем при нахождении в публичных местах                                                              | — | |
| * репродуктивность воспроизводства чаще всего контролируется владельцем путём стерилизации, химическим способом, или воздержанием от вязки | * репродуктивность воспроизводства чаще всего контролируется владельцем путём стерилизации или воздержанием от вязки | |

### Взаимоотношения с крысами
Согласно исследованиям биологов Омского государственного педагогического университета, опубликованным в журнале «Ветеринарная патология» в 2006 году, бездомные собаки не способствуют уменьшению численности крыс в городах. Кормовая база собак — пищевые отходы, в изобилии присутствующие на урбанизированной территории. Преследование и умерщвление более мелких животных бездомными собаками не обусловлено необходимостью добычи пропитания, являясь лишь проявлением исследовательского интереса и игрового поведения. Конкуренция из-за пищевых ресурсов (опосредованная) — явление нечастое.
Согласно исследованию, взаимоотношения собаки с крысой характеризуются 5 видами биотических отношений. Хищничество наблюдается относительно редко, обычно в незавершённой форме, без поедания умерщвлённой добычи. Комменсализм проявляется через уничтожение основных врагов крыс — кошек и предупреждение грызунов об опасности. Аменсализм выражается замедлением размножения крыс в присутствии собак. Учёные резюмируют:
Нейтрализм - один из наиболее распространённых типов взаимоотношений собаки-парии и серой крысы.
Есть мнение, что бездомные собаки и кошки являются барьером для распространения крыс в городах. К примеру, согласно статье в газете «Время и деньги», сотрудник казанского муниципального управления «Служба отлова безнадзорных животных» М. Р. Арсланов на вопрос журналиста, почему в Казани не производится отлов бродячих животных, ответил, что если «убрать с улиц бродячих собак, как их место займут крысы».
Роль кошек в ограничении численности крыс и других грызунов исследована недостаточно. По мнению Альфреда Брема, лучшими истребителями крыс остаются их естественные враги — вороны, кошки и собаки. Имеются примеры успешного применения бездомных кошек в борьбе с крысами, например, на автомобильных парковках в Лос-Анджелесе, (США).
В Средние века некоторые породы охотничьих собак часто использовались для биологической дератизации.

### Миграция бездомных животных
Бездомные животные, как кошки, так и собаки, как правило, имеют определённую территорию с опекунами и источниками пищи (поэтому термин «бродячие собаки» или «бродячие кошки» является некорректным). Эту территорию они не склонны покидать без веских причин. Такими причинами могут быть агрессия со стороны человека или животных (обычно своего вида), недостаток пищевых ресурсов, смерть или переезд опекуна и т. д. Временное оставление территории может быть вызвано половым инстинктом. Отмечены отдалённые перемещения собак, которые впоследствии возвращались на прежнее место обитания. В рамках некоторых городов и других местностей отмечено использование общественного транспорта (электричек, метро, автобусов) бездомными собаками (намного реже — кошками). В целом проблема миграций бездомных животных изучена недостаточно.

## Этология бездомных животных
Дональд Р. Гриффин (Donald Griffin), американский учёный, почётный профессор Университета Рокфеллера, ещё в 70-х годах добился официального признания наличия у животных чувств, а также близкую схожесть способов мышления и эмоционального мира человека и животного, тем самым внёс неоценимый вклад в развитие когнитивной этологии.

Отношение к бездомным животным со стороны муниципальных властей и ветеринарных служб в России издавна определялось тем, что эти животные могут являться переносчиками болезней, передающихся человеку (таких болезней около трёх сотен, среди них такие опасные как, например, бешенство, туберкулёз, различные гельминтозы («глисты»).
Бездомные животные вследствие высокой численности и плотности популяции являются основной из угроз распространения бешенства и инфицирования им людей.
Так, в 2009 году в результате нападения бездомной собаки, больной бешенством на юго-востоке Москвы был госпитализирован 41 человек (по другим данным — 48), включая троих детей. В районе был введён карантин.
Одна из версий, предложенная микробиологами Гонконгского университета, люди впервые заразились атипичной пневмонией (SARS), употребляя в пищу мясо бездомных кошек, что практикуется в Китае.

## Методы регулирования численности бездомных животных
К основным методам регулирования численности бездомных животных относятся:
- Стерилизация домашних животных
- Стерилизация бездомных животных
- Безвозвратный отлов — с последующим умерщвлением или помещением в приюты
- Ликвидация кормовой базы
- Контроль над владением домашними животными
- Отравление

Ликвидация кормовой базы обеспечивается следующими путями:
- Своевременная дератизация
- Информационно-разъяснительная работа с населением в целях противодействия подкармливанию
- Ограничение доступа животных к контейнерным площадкам
- Контроль за обеспечением надлежащего состояния свалок, площадок для мусора[65]

## Бездомные животные и регулирование их численности в разных странах

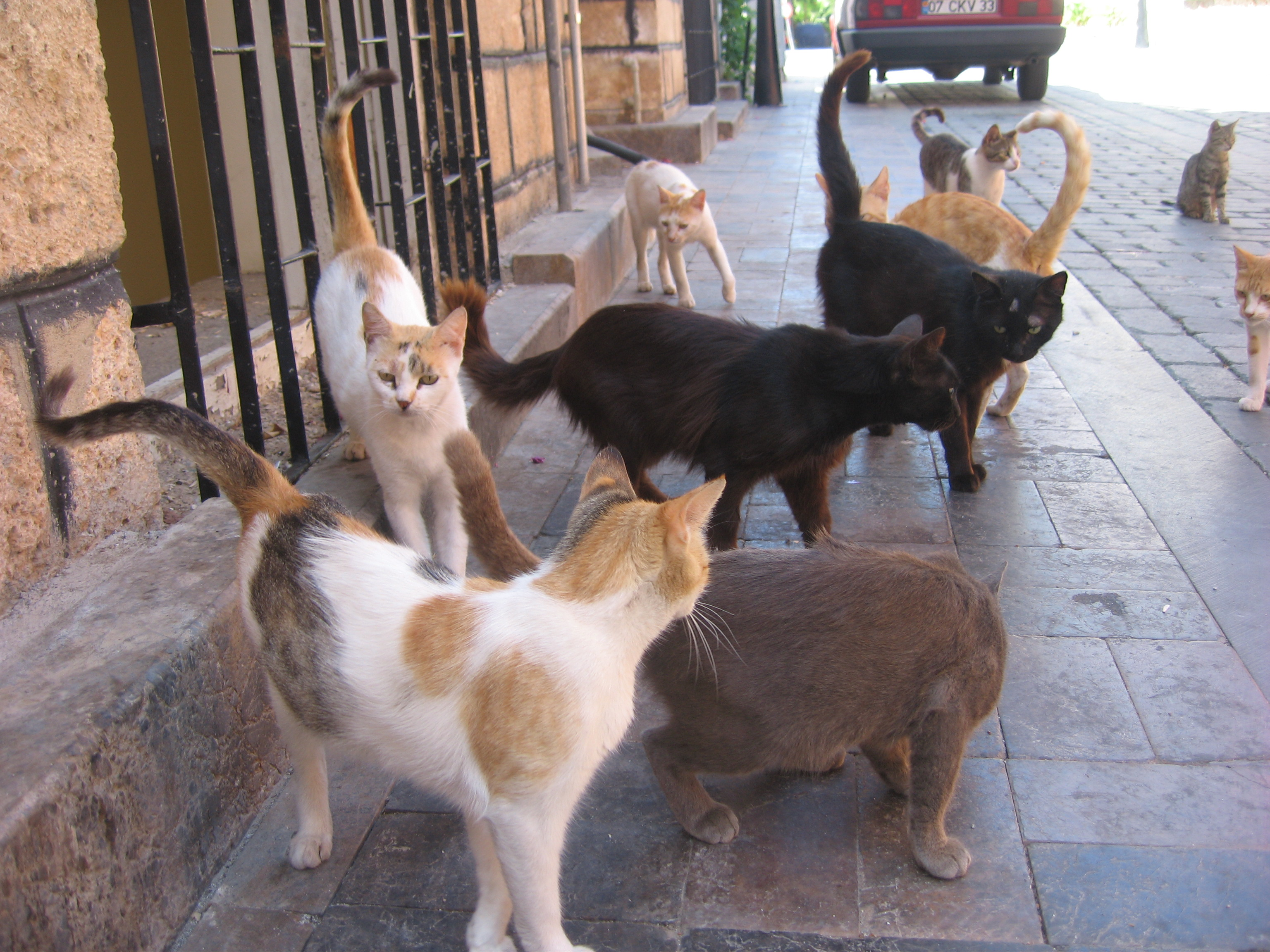
Бездомные кошки

В городах некоторых стран с тёплым и жарким климатом, в частности в тех, где бездомные животные — это дикие собаки-парии, обитающие столетиями возле человеческих жилищ с 1990-х годов на деньги благотворительных организаций и частных лиц проводится программа, предусматривающая отлов собак, их вакцинацию, стерилизацию женских особей и последующим возвращением в прежнюю среду обитания, получившая название ОСВ (Отлов-Стерилизация-Возвращение). В Австралии для борьбы с бродячими собаками используют ядовитые приманки, которые свободно продаются в магазинах.
Популяции диких кошек в странах с тёплым климатом имеют наиболее высокую численность. В Австралии, Новой Зеландии и ряде островов субтропического климата кошки являются интродуцированным видом, негативно сказывающимся на биологическом разнообразии, вследствие чего на одичавших животных официально разрешена охота. Зоозащитные организации этих стран выступают против уничтожения одичавших кошек и практикуют их стерилизацию с последующим возвращением в прежнюю среду обитания.
На Кипре популяцию этих животных активно пополняют собаки и кошки, брошенные иностранцами, в частности, британцами, которые продают свои дома и квартиры на острове из-за сложностей с выплатой ипотеки.

### Австралия
Согласно стратегии, выработанной Министерством сельского хозяйства, в этой стране допускается применение ядовитых приманок для борьбы с одичавшими собаками. Несколько разновидностей таких приманок, сделанных из мяса и препаратов для гуманного усыпления, продаются в магазинах и используются населением.

### Израиль
Ежегодно в Израиле отлавливают до 20 тысяч бродячих собак. Примерно треть из них возвращают прежним владельцам, а ещё 40 % передают людям, желающим приютить животных. Остальных держат какое-то время в приютах, а затем умерщвляют.
Согласно отчёту Всеизраильской ветеринарной службы, к концу 2013 года в Израиле действовало 55 муниципальных приютов на 1560 мест. В свою очередь минсельхоз насчитал у израильтян 354 тысячи собак — это самый низкий показатель за последние 15 лет.
По данным за 2013 год, в Израиле было умерщвлено 5500 собак.
Израильское Общество защиты животных, существующее с 1960-х годов, придерживается сходной политики — оно прилагает все усилия, чтобы найти для каждого животного нового владельца, однако из-за болезней, возраста или поведенческих проблем многие животные не могут быть пристроены, и единственным выходом для них остаётся эвтаназия (гуманное умерщвление). Кроме того, с момента своего основания Общество пропагандирует кастрацию и стерилизацию всех собак, для которых оно находит новых хозяев, с целью свести к минимуму проблему бесконтрольного размножения животных, потомство которых оказывается никому не нужным.

### Индия
Индийское правительство на своём сайте утверждает, что методика «отлов-стерилизация-вакцинация-возвращение обратно» (АВС) в отношении собак-парий применяется в стране в соответствии с рекомендациями ВОЗ.
По данным журнала «Ветеринарная патология» на 2006 год, методика АВС финансируется за счёт иностранных благотворительных средств, частично - за счёт государства. Информация о результатах довольно противоречива. В городе Джайпур удалось стабилизировать популяцию с небольшим снижением численности. В более крупных городах стабилизация численности не достигнута — огромные популяции не позволяют достичь необходимой доли стерилизованных животных, но число случаев бешенства сократилось. Так, по данным местных властей, в городе Бангалоре за семь лет действия программы стерилизации с возвратом численность бездомных собак не упала, а напротив, возросла с 70 тыс. в 2000 году до примерно 184 тыс. в 2007 году. Муниципальных приютов для животных в стране нет. Если в каком-либо из районов замечается вспышка бешенства, бездомные животные уничтожаются.
По данным индийской зоозащитной организации «Синий Крест», в Ченнай — четвёртом по величине городе страны, где в середине 1990-х годов проводилась подобная программа, произошло значительное снижение роста заболеваемости бешенством. Однако в других городах результаты действия программы не столь оптимистичны и противоречивы, причиной чему, на взгляд зоозащитников, служит в ряде случаев недостаток финансирования и нежелание местных властей проводить программу. Индия лидирует в мире по заболеваемости бешенством — в среднем ежегодно до 20 000 людей гибнут от этой смертельной болезни, которой они заражаются в результате нападения собак-парий в населённых пунктах.
Корреспондент газеты «The Hindu Times» утверждает, что благодаря проводимой кампании существенно снизилось количество укусов и нападений собак, свободно обитающих в индийских городах.
Британская благотворительная организация Mayhew International, ратующая за проведение вакцинации, предусматривающей возвращение собак на улицы индийских городов, утверждает, что недостаточный успех кампании вызван её недостаточным финансированием.
В городе Сринагар, штат Кашмир, насчитывается до 100 тыс. бездомных собак. Городские власти пытались реализовать программу по борьбе с бешенством, в ходе которой уничтожались уличные бродячие животные, 500 из которых были отравлены стрихнином. В 2008 году программа была прекращена.
В аэропорту Дели в 2009 году была создана специальная служба по отлову бездомных собак. Эта мера была вызвана ростом численности собак, а также частыми случаями выхода стай на взлётно-посадочную полосу.

### Иран
В 2002 году в стране была запрещена продажа любых собак и выгул их в общественных местах. По требованию местного религиозного лидера в городе Урумийе были отловлены все обнаруженные на улице собаки.

### Казахстан
Первая в стране зоозащитная организация — общественный фонд «KARE-Забота» — была создана в июне 2008 года. Фонд, в частности, критикует жестокие методы, применяемые при отлове и последующем уничтожении бездомных животных. По подсчётам организации, в бывшей столице страны Алма-Ате за неделю отлавливается до 400 собак, а ежегодно — до 20 тыс. бездомных животных, общее поголовье которых на улицах, несмотря на уничтожение, не уменьшается. По данным KARE, точное количество бездомных животных как в стране, так и в столице подсчёту не поддаётся.
В сентябре 2008 года, по сообщению агентства «Казинформ», в Шымкенте местные власти провели «месячник по отлову бродячих собак и кошек». Местная ветеринарная служба отлавливала любую собаку, замеченную на улице без хозяина, поводка и намордника. В 2009 году в Шымкенте бродячая собака укусила 9-летнюю девочку, спустя неделю она скончалась от бешенства.
В Усть-Каменогорске, по состоянию на 2009 год, отлов собак муниципальными службами производится при помощи металлической петли. Пойманных собак умерщвляют. За 10 месяцев 2009 года отловлено 2193 собаки. В городе обитают несколько стай, среди которых встречаются и собаки бойцовых пород, дающих обильный приплод.

### Китай
В 2009 году в качестве меры по борьбе с ростом числа бездомных животных и заболеваемости бешенством власти Гуанчжоу запретили своим жителям иметь в квартире животных. Подобные меры по борьбе с численностью бездомных животных приняли в соседнем Гуанси-Чжуанском Автономном Районе, а в провинции Фуцзянь местные власти объявили об отстреле любых бродячих животных в черте города.

### Малайзия
В штате Селангор в 2009 году местные власти после неоднократных жалоб местных жителей на укусы бездомными собаками детей решили отловить и отправить на необитаемый остров около 300 собак. В результате собаки стали нападать на своих собратьев и поедать их. Активисты местных зоозащитных организаций убедили больше не повторять подобные эксперименты.

### ОАЭ
За 2002 год в муниципалитет Дубая поступило более 1200 жалоб от населения с требованием отловить бездомных кошек. Ветеринарный отдел муниципалитета осуществляет специальную программу по их отлову.

### Таиланд

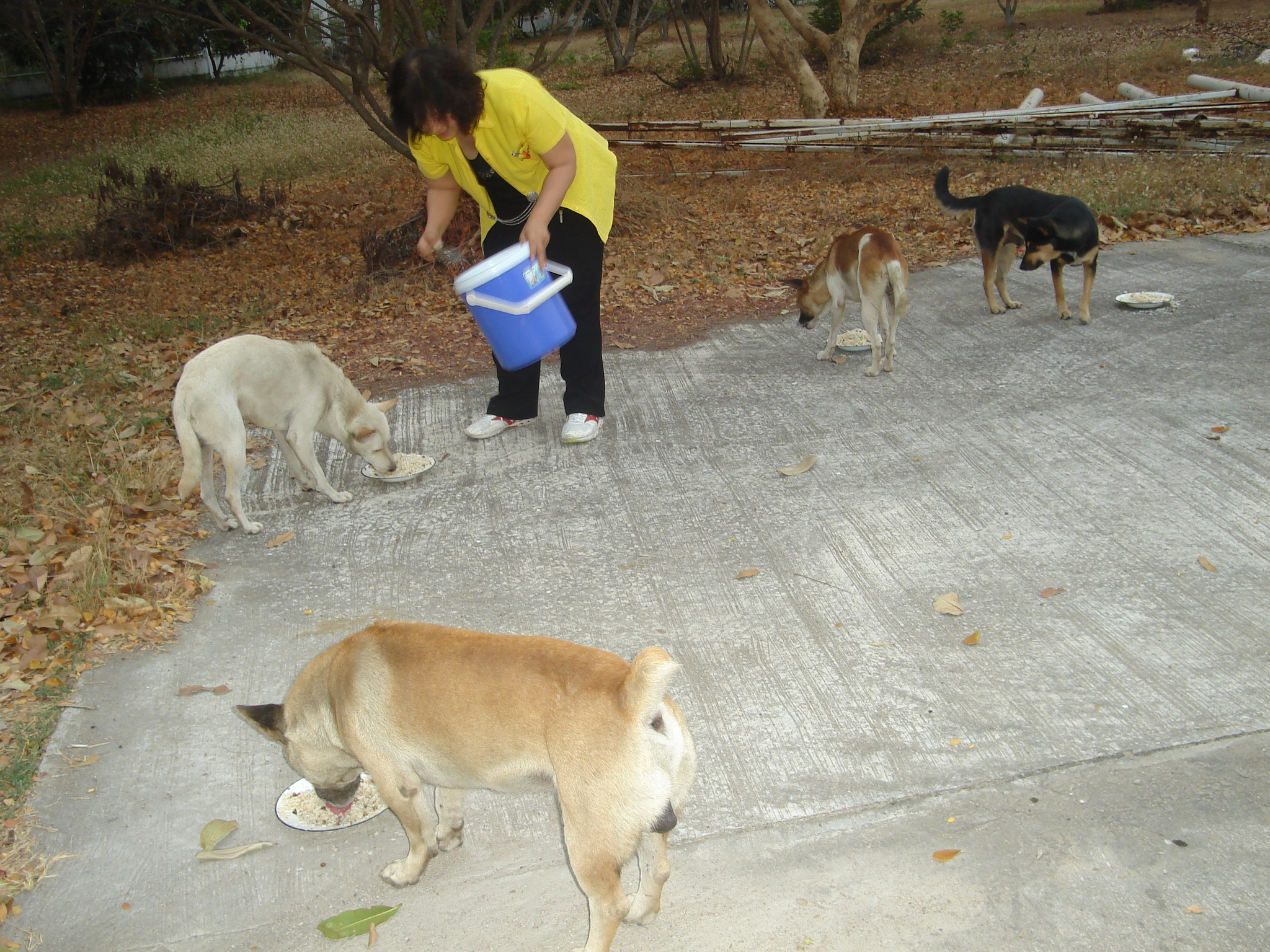
Таиланд

В 1990-е годы в столице страны Бангкоке насчитывалось около 120 000 собак. В сентябре 2007 года городская администрация начала программу обязательной регистрации для собак, имеющих хозяев. Каждой такой собаке обязательно вводится электронный чип в ухо с целью предотвращения выбрасывания животного его владельцем на улицу: в этом случае владельца ждёт серьёзный штраф до 5000 бат.
Всем собаководам было предложено зарегистрировать и чипировать своих животных до июля 2008 года. Также был введён запрет на прикармливание уличных собак.
Начиная с 4 июля 2008 года все незарегистрированные собаки могут быть изъяты у хозяина и направлены в питомник в северной провинции Утхайтхани, где они будут находиться до своей естественной смерти. Та же участь предусмотрена для всех собак, обнаруженных на улице, чей хозяин не установлен.

### Япония
В 1685 году сёгун Токугава Цунаёси по прозвищу «Инукобо», или «Ино Кубо» («Собачий сёгун») уравнял ценность жизни человека и бездомной собаки, издав указ, запрещающий убивать собак под страхом собственной смерти. Согласно одной из версий, буддийский монах объяснил ему, что единственный сын сёгуна скончался из-за того, что в прошлой жизни тот нанёс вред собаке, после чего Цунаёси издал серию указов, наделивших собак бо́льшими правами, чем людей: если стая собак уничтожает посевы на рисовом поле, то крестьянам надлежало поклясться, что ни одна собака не пострадает, затем ласками и уговорами попросить животных уйти, при этом запрещалось кричать. Население одной из деревень было казнено, когда закон был нарушен. Токугава построил приют для собак на 50 тыс. голов, где звери получали трёхразовое питание, в полтора раза превышавшее рацион обслуги. На улице к собаке надлежало обращаться с почтением, нарушителя ожидало наказание палками. После смерти «Инукобо» в 1709 году нововведения были отменены..
По воспоминаниям немецкого путешественника, посетившего Нагасаки при правлении Токугава Цунаёси в 1692 году, которые приводит Beatrice M. Bodart-Bailey в книге «Собачий сёгун» (2006), улицы города были полны бездомными собаками, в том числе больными. В случае, если они кусали людей или загрызали до смерти, строжайше запрещалось делать с ними что-либо без разрешения властей.
Сегодня в стране действуют гостиницы для животных, куда хозяин может поместить своего любимца на время. Специальные службы отлавливают всех найденных на улицах беспризорных собак и помещают в питомники, откуда их может забрать любой желающий. Невостребованных животных уничтожают, в 2002 году так поступили с 125 тыс. бездомных собак, однако это скорее исключение из общего правила.

### США

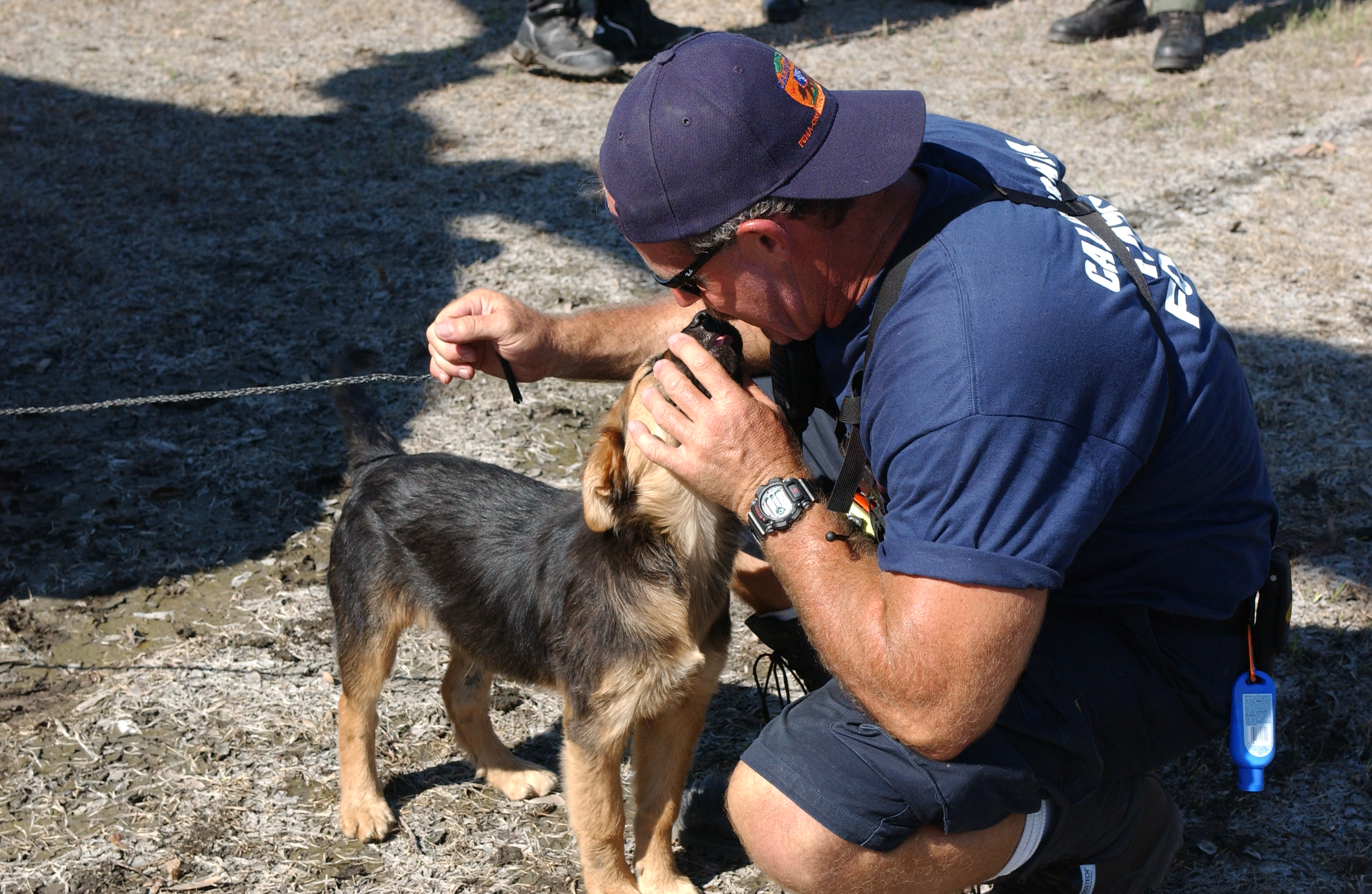
Спасение бездомных животных в зоне бедствия урагана Катрина. Новый Орлеан

Если не удаётся найти хозяина, животное передаётся новому владельцу или благотворительной организации. В штатах Миннесота и Южная Дакота диких кошек отстреливают, так как отлов ловких и недоверчивых животных представляет большие трудности. Жители штата Висконсин, где численность диких кошек насчитывает около 2 млн особей, выступают за их отстрел.
По оценкам American Society for the Prevention of Cruelty to Animals, в США около 5 миллионов кошек усыпляется в год из-за значительного перенаселения, поскольку в среднем в год кошка приносит два раза от четырёх до шести котят Существуют государственные программы по финансированию лечебниц, в которых проводится стерилизация кошек. 
В Лос-Анджелесе в 2008 году принят «Закон о стерилизации животных», в соответствии с которым все животные, имеющие владельцев, должны пройти хирургическую стерилизацию. Стерилизация делается всем животным, достигшим четырёхмесячного возраста. Исключение делается лишь для собак - чемпионов и призёров выставок, собак-полицейских и собак-поводырей, а также животных, используемых заводчиками. Неисполнение закона преследуется штрафом до 500 долларов США, нерадивый владелец может быть направлен на принудительные работы сроком до 40 часов. Закон нацелен на сокращение притока брошенных животных на улицах города.
Специалисты отмечают рост популяций безнадзорных кошек и весьма озабочены этой тенденцией.
Численность популяций диких кошек в Чикаго - около 5 млн особей. 
За 2007 год в городские приюты попали более 50 тыс. бездомных животных, 15 тыс. из которых были сделаны усыпляющие инъекции. По данным российского зоозащитника Татьяны Павловой, в США ежегодно до 75 % из 19 млн отлавливаемых на улицах бездомных животных усыпляются. Остальные 6 млн приобретают новых хозяев или остаются на попечении благотворительных организаций. По данным американской организации защиты животных «Гуманное общество Соединённых Штатов» (The Humane Society of the United States), сейчас в США ежегодно в приюты попадают 6—8 млн собак и кошек, из которых пристраивается не менее 3 миллионов, в 2013 году было усыплено 2,7 миллиона невостребованных животных.
Безнадзорный выгул (самовыгул) хозяйских собак запрещён и карается значительным штрафом, хотя имеют место прецеденты нарушения этого запрета. Многие владельческие кошки находятся на самовыгуле, что привело к значительному перенаселению этого вида животных. Из приютов животных либо пристраивают новым хозяевам, либо подвергают усыплению, в зависимости от того, является приют учреждением ограниченного или неограниченного приёма. Так, в США из-за перенаселения популяций в год подвергаются усыплению около 5 миллионов кошек
Национальная ассоциация по контролю над животными США считает неприемлемым свободное обитание животных на улицах городов. Согласно заключению этой организации, при свободном обитании собаки и кошки подвергаются эпидемическому риску — заражению от других животных, они могут нападать на домашний скот или убивать других животных, могут стать причиной жестоких проявлений со стороны недовольных хозяев других животных, могут отравиться и умереть в муках после приёма пищи, найденной среди мусора, становятся причиной ДТП и других происшествий. Ассоциация констатирует необходимость отлова и вынужденность усыпления части животных в приютах. В штате Колорадо кошек усыпляют в два раза больше, чем собак.
PETA старается рекомендовать наиболее гуманные методы усыпления

### Европа
Популяция бездомных и безнадзорных животных, а также практика обращения с ними отличается разнообразием в рамках этого континента (части света), что на 2007 год зафиксировано в отчёте «Практика контроля безнадзорных животных в Европе. Обзор стратегий контроля популяций безнадзорных (бездомных) собак и кошек в 31 стране» (в работе приведены данные по странам Евросоюза, за исключением ряда небольших государств, а также по Норвегии и по 5 постсоветским республикам, не входящим в Евросоюз). Отмечается отсутствие бездомных животных в ряде стран т. н. «Старой Европы».
Из отчёта Всемирного общества защиты животных (WSPA) и Королевского общества предотвращения жестокости к животным — Международное отделение RSPCA (International, Великобритания) 2007 года «Обзор стратегий контроля популяций безнадзорных (бездомных) собак и кошек в 31 стране» сообщается об отсутствии бездомных собак в Бельгии, Дании, Финляндии, Германии, Нидерландах, Норвегии, Швеции, Швейцарии. В этих странах отмечается традиционно высокий уровень контроля (регистрация, лицензирование), развёрнутое законодательство, а также социальная ответственность населения. Программу стерилизации в этих странах применяют к популяциям уличных кошек. Обязательная регистрация или лицензирование собак отмечается в 22 странах, однако в 15 из них эта мера оценивается как неэффективная и не приводящая к уменьшению численности безнадзорных животных. Отлов и стерилизация бездомных собак с возвращением на прежнее место обитания практикуется в 7 странах, но только в одной из них (Греции) является единственным методом ограничения их численности. Эвтаназия здоровых животных полностью запрещена в 3 странах — Германии, Греции, Италии. В 10 странах практикуется эвтаназия отловленных животных по мотивам невостребованности, в остальных странах наиболее часто используемыми мотивами эвтаназии являются: болезнь, травмированность, агрессивность животного.
В приграничных районах Финляндии фиксируются случаи проникновения с территории России стай бродячих собак. Для борьбы с ними полиция применяет такой метод регулирования численности, как отстрел из огнестрельного оружия.
В Норвегии все случайно попавшие на территорию страны бродячие собаки подлежат немедленному усыплению согласно распоряжению государственной санитарной инспекции Mattilsynet. Появление на улице бездомной собаки приравнивается к ЧП.

### Азербайджан
Методы решения проблемы бездомных животных в Азербайджане сводятся к отстрелу, однако их численность не уменьшается.

### Белоруссия
По данным Общенационального телевидения, найти бездомных кошек и собак в Минске несложно. При поимке их свозят в единственный в городе пункт временного содержания, где на шестые сутки после поимки уничтожают.
В Минске ежегодно отлавливается до 500 собак и кошек, для 18 % из них находятся новые хозяева. В городе ежедневно выезжают в рейд 7 экипажей ловцов, каждый из которых в месяц отлавливает до 40 животных. Ежегодно по всей республике отлавливается и уничтожается (чаще всего путём отстрела) около 7000 бездомных животных. Общественное объединение защиты животных «Эгида» называет существующую практику неприемлемой с этических и педагогических позиций, предлагая помещать всех бездомных животных в приюты, первый из которых был создан членами объединения на собственные средства и пожертвования граждан в 1995 году, а тех, кому не хватило мест в приютах — стерилизовать и выпускать обратно на улицы. Общественная организация защиты животных «Ратаванне» выступает с требованием к гражданам не заводить животных, на которых нет средств.
По данным 2015 года, в Минске проживает до 150 000 бездомных животных.

### Великобритания
«Акт об ответственности за брошенное животное» был принят в 1960 году. «Акт о защите окружающей среды» был принят правительством Великобритании в 1990 году. В соответствии с этим законом каждый орган местного самоуправления обязан назначить специалиста для работы по бездомным животным. В случае обнаружении бездомной собаки этот специалист обязан принять меры к её отлову и задержанию. По истечении недели после отлова собака может быть передана или продана новому владельцу, благотворительной организации, либо умерщвлена способом, причиняющим как можно меньше боли. Отловленных собак запрещается передавать кому бы то ни было для целей вивисекции. Поголовье безнадзорных собак, по оценке властей, по состоянию на 2004 год насчитывало 140 тыс. В том же году было поймано 105 тыс. безнадзорных собак, из которых 10 тыс. были усыплены. Выпускать собак обратно на улицу считается недопустимым. В 2008 году в Лондоне было отловлено 7 тыс. бездомных собак, по данным на тот же год единственный приют для отловленных собак является частным учреждением и рассчитан на 700 животных. В центре Лондона находится старейший приют «Баттерси», который интенсивно пристраивает животных в частные руки. Имеются приюты и в предместьях Лондона (например, «Тауэрхилл»).
В соответствии с Законом об опасных собаках, принятом в 1991 году, животные некоторых пород, обнаруженные безнадзорными, подвергаются усыплению в обязательном порядке
По словам Криса Лоуренса, директора ветеринарной службы благотворительной организации Dogs Trust, собака содержится в приюте за государственный счёт в Британии в течение семи дней. Если за это время найти её хозяина не удалось, животное усыпляют.
«В прошлом году в Англии отловили 170 тысяч собак, и только 9 тысяч были усыплены, то есть меньше, чем 10 процентов, — говорит Лоуренс. — Это — неплохой результат, но мы всё равно стремимся к тому, чтобы число усыплённых животных равнялось нулю».

### Германия
Выброс хозяином домашнего животного на улицу квалифицируется как жестокое обращение и наказывается штрафом в размере 25 тыс. евро. Если у владельца нет возможности содержать животное дома, его необходимо отвезти в приют, которых в Германии около пятисот.
При покупке собаки её владелец обязан уплатить налог в размере 150 евро. Если он хочет держать в доме ещё одну собаку, то при покупке второго и последующих животных сумма налога возрастает до 300 евро на каждое из них, а при покупке собак бойцовых пород - до 650 евро. К этой сумме добавляется стоимость обязательной страховки от нападения на людей и укусов. Владельцы бойцовых собак должны получить специальное разрешение на владение и справку «о благонадёжности» собаки, которая проверяется с помощью тестирования. При регистрации права владения животным ему присваивается специальный регистрационный номер, который гравируется на ошейнике либо наносится в виде татуировки на ухо, либо уколом в холку животному вводят микрочип стоимостью 30 евро, в котором записана информация о владельце.
В Германии благодаря системе налогообложения и регистрации практически нет бездомных собак, однако, как отмечают зоозащитные организации, проблема бездомных кошек приобретает всё большие масштабы.
Наиболее проблематичный сезон для немецких зоозащитных организаций начинается в марте, в период интенсивного размножения животных, когда резко увеличивается численность, тем самым переполняются приюты. В связи с этим в одном из городов федеральной земли Северный Рейн-Вестфалия принято постановление, обязывающее владельцев котов и кошек кастрировать/стерилизовать своих животных.
Зоозащитница общества «Помощь кошкам» (Katzenhilfe) Катя Бройер (Katja Breuer) из города Итцехо (Itzehoe) поясняет напряжённую обстановку с популяцией уличных кошек в городах Германии. Приюты переполнены кошками, и количество уличных увеличивается с каждым днём. 
Содержание одной кошки в приюте в течение 28 дней, предусмотренных законом, обходится городским властям примерно в 350 евро. Представитель самоуправления Вильстермарш (Wilstermarsch) Сюзанна Ратйен (Susanne Rathjen) сообщает, что тенденция увеличения популяций кошек нарастает в геометрической прогрессии: так, в 2009 году было потрачено 15 000 евро на содержание уличных кошек в приютах, тогда как ещё в 2008 году трат было вполовину меньше, около 7000 евро.
Главный управляющий регионального самоуправления Петер Йоргенсен (Peter Jörgensen) поясняет, что власти региональных самоуправлений решили в 2010 году финансово участвовать в программе стерилизации уличных кошек в тесном сотрудничестве с зоозащитными организациями. В этих целях в регионах Брейтенбург (Breitenburg) и Вильстермарш стартовал в проект «Икарус» («Unternehmen Ikarus»).
В концепт проекта кроме стерилизации популяции уличных кошек входит и финансовая поддержка владельцев этих[каких?] животных, которым предоставляется возможность кредитования дорогостоящей ветеринарной услуги.
Jörgensen подсчитал
Если нам удастся при помощи проекта «Икарус» уменьшить число поступлений животных в приюты, то затраченные деньги быстро окупятся

. Также главный управляющий регионального самоуправления отметил, 
было бы хорошо, если и другие региональные органы самоуправления подключатся к проекту. Ведь популяции кошек не знают границ
.

### Италия
По данным на 2004 год в стране ежегодно люди выбрасывают на улицу 150 тыс. собак и 200 тыс. кошек. В том же году в стране был принят закон для предотвращения увеличения численности бездомных животных, в соответствии с которым каждый, кто выбросит кошку или собаку на улицу, может быть привлечён к уголовной ответственности сроком на 1 год и к штрафу в размере 10 тыс. евро.

### Молдавия
В столице страны Кишинёве по непроверенным данным обитают от 5 до 30 тыс. бездомных собак. В феврале 2009 года городские власти в рамках пилотного проекта выделили некоторые денежные средства на стерилизацию отловленных бездомных животных, их регистрацию и вакцинацию (в рамках этого же пилотного проекта). По данным замруководителя Центра профилактической медицины Иона Чеботару, «популяция собак сильно сократила количество кошек и, как следствие, в городе развелось много крыс». В марте 2009 года на деньги частного австрийского фонда «Vier Pfoten International» в городе Кишинёве началась реализация программы стерилизации с последующим возвратом бродячих собак на улицы города — ОСВ. города
По данным СМИ, программа была рассчитана на 2 месяца, в ходе её реализации планировалось отлавливать до 35 собак в сутки. При условии, если ловцы и ветеринары будут работать без выходных, они простерилизуют до 14 700 животных, что составляет менее половины от популяции.
Летом 2009 года местные СМИ отмечали участившиеся случаи нападения бездомных собак на людей.
К сентябрю 2009 года в СМИ появилась информация что за весь период действия программы в городе было стерилизовано лишь 245 собак, операцию проводили лишь 5 сукам в неделю.
В феврале 2010 года в городе вернулись к регламенту, предписывающему отлов и усыпление невостребованных собак. Между тем, городской муниципальной службой « Autosolubritate» был выдан зоозащитным организациям документ, утверждающий, что ни средств для закупки усыпляющих препаратов, ни должности ветеринарного врача городским бюджетом предусмотрено и выделено не было. Т.о., усыпление отловленных службой безнадзорных собак не проводилось и не проводится. Отловленные из городской среды животные умерщвляются физическими методами — путём нанесения им черепно-мозговой травмы в область головы. На улицах города происходяhttp://vet-gav.ru/otlov-sobak-koshek-i-drugih-agressivnyih-zhivotnyih.htmlт (недоступная ссылка) массовые факты свидетельств отравлений бездомных животных. Прохожие и дети нередко становятся свидетелями мучений бьющиhttp://vet-gav.ru/otlov-sobak-koshek-i-drugih-agressivnyih-zhivotnyih.htmlй (недоступная ссылка) в агонии
Борец за права животных Брижит Бардо призвала мэра города Дорина Киртоакэ (Dorin Chirtoaca) отменить решение об уничтожении зверей. Однако тот в ответ пообещал направить актрисе-зоозащитнику ответ, с фотографией человека, которого бездомные собаки загрызли насмерть, и ребёнка, которого они искусали . На апрель 2015 года ни закона о защите животных, ни правил, регулирующих гуманный отлов и эвтаназию животных нет. Нет и городского муниципального приюта.

### Россия
Бездомные собаки и кошки существуют во всех российских городах и не являются одичавшими. Одичавшие собаки и кошки встречаются в сельской местности, лесной зоне, вблизи населённых пунктов . Точных данных о численности бездомных животных нет. 
В Москве на 2006 год количество уличных собак оценивалось приблизительно в 28 тыс. по одним источникам, по другим — около 50 тыс. особей.
Некоторые любители кошек жалуются на охотничий инстинкт собак, которые могут убивать бездомных кошек.
Бездомные животные в России и в некоторых других странах бывшего СССР часто становятся предметом общественного обсуждения, споров и конфликтов. Противостояние между жителями одного дома может спровоцировать подкармливание бездомных собак в городском дворе или содержание собаки на лестничной клетке жилого дома.
В России традиционно бездомных животных отлавливают. Отлову чаще всего подвергаются бездомные собаки, прежде всего во избежание конфликтных ситуаций, как укусы людей.
С конца 1990-х годов по предложению зоозащитников впервые в стране по примеру зарубежных стран московскими городскими властями вместо безвозвратного отлова была введена неэффективная программа стерилизации бездомных животных, известная также как «Отлов-Стерилизация-Возврат», или «ОСВ», согласно которой самки после проведения стерилизации возвращаются в места прежнего обитания. Её также называют «Программа поимки, проверки, вакцинации, стерилизации и освобождения животных» (ППВСО). В 2008 году свёрнута, возобновлена практика безвозвратных отловов из-за лавинообразно возросшего числа собак, а также из-за того, что бродячие собаки в центре столицы загрызли человека.
В Москве с недавних пор создана сеть муниципальных приютов, обслуживающих городские районы, кроме того имеются несколько частных. В целом по стране практически во всех городах существует острая нехватка приютов для бездомных животных.
В России известны случаи самостоятельного незаконного, в том числе жестокого, регулирования численности бездомных животных гражданами с помощью оружия, отравляющих веществ, замуровывания в подвалах жилых домов и других.
Предложение о введении поста уполномоченного по правам животных в Москве вызвало критику со стороны некоторых публицистов: писатель и обозреватель газеты «Известия» Дмитрий Соколов-Митрич, который по собственному признанию ненавидит собак, выступил против новации. По его мнению, права должны сочетаться с обязанностями и ответственностью, которыми животные обладать не могут. Обозреватель государственного агентства «РИА Новости» публицист Николай Троицкий подверг критике предложение деятелей культуры, заявив, что бездомные собаки, права которых они предлагают защищать, представляют опасность для людей, поэтому, по его мнению, нет места жалости — ничего другого не остаётся как отстреливать их по возможности.
Между тем, опыт Италии, где с 1991 года отстрел бездомных животных запрещён по закону, показал что массовое уничтожение бездомных животных не ведёт к снижению их численности, поскольку главными причинами их существования являются выброс домашних животных на улицу и самовыгул нестерилизованных питомцев.
В 2025 году вновь в Государственной Думе предложили массово уничтожать бездомных собак, как единственно возможное решение проблемы. Между тем, такой опыт в 90-е годы в России уже показал свою бесполезность. 

### Румыния
С середины 1990-х годов в городе Орадя на западе страны с населением 200 тыс. человек на средства британских зоозащитных благотворительных организаций, а также британского бизнесмена, проживавшего в городе, проводилась программа по принципу «отлов—стерилизация—возвращение». В пункте стерилизации было прооперировано 6137 собак, часть из которых имела владельцев. В качестве идентификационной метки для стерилизованных животных избрали отрезание кончика уха. Подобные программы проводятся и в других городах. Однако, по состоянию, на 2009 год, они не привели ощутимому снижению численности бродячих собак, и периодически прерываются отловами и даже потравами. Несмотря на предпринимаемые меры, в январе 2011 года в Бухаресте произошёл несчастный случай — стая собак напала на 49-летнюю женщину. Медики не смогли спасти ей жизнь. По мнению местных властей тысячи беспризорных собак являются возрастающей угрозой для горожан.
26 сентября 2013 года президент Румынии Траян Бэсеску подписал закон, предусматривающий возможность усыпления бродячих собак. Согласно законодательному акту, после отлова животные должны содержаться в приютах в течение 14 дней. Если за это время не будут найдены новые хозяева для собаки, то она будет усыпляться методами эвтаназии. В ноябре 2011 года парламент страны принимал подобный законопроект, однако позднее он был признан несоответствующим Конституции Конституционным судом страны. Новый закон уже одобрен Конституционным судом и после подписания президентом вступил в силу.

### Украина
В 2005 году на Украине был принят закон «О защите животных от жестокого обращения», запретивший убивать собак и кошек прямо на улицах. При этом закон прямо требует вылова всех бездомных собак и допускает вылов бездомных кошек, в тех случаях, когда кошки являются переносчиками опасной для человека инфекции. Во всех случаях закон допускает гуманное умерщвление бездомных животных. Тем не менее требование вылова бездомных собак в большинстве случаев игнорируется местными властями. Вследствие принятия непродуманных программ регулирования численности бездомных животных, их количество на улицах крупных городов продолжает увеличиваться. Поэтому и после принятия закона периодически коммунальные службы убивают собак (травят, отстреливают).
По данным СМИ на 2009 год в Киеве около 30 тыс. бездомных собак, от их нападений в 2008 году пострадали более 3 тыс. человек. Эксперимент с отловом — стерилизацией и возвращением собак на городские улицы был прекращён в конце 2008 года.
У некоторых из собак есть красные ошейники, свидетельствующие о том, что у собак есть волонтёры — так на Украине называют опекунов животных, которые утверждают, что без их согласия собак отлавливать нельзя. При этом правовой статус опекунства бездомных животных так и не был определён.
СМИ пишут о росте числа бездомных собак в начале 2000-х годов в курортных городах Черноморского побережья, в частности, в Феодосии, отмечая при этом, что для решения проблемы отсутствует законодательная база и финансирование — существующие муниципальные службы и МЧС отловом собак не занимаются.
По некоторым заявлениям зоозащитников, с 2023 года в некоторых регионах Украины начали массово отлавливать бездомных собак и завозить их к вооруженным силам, в следствии не хватки собак.

## Акции и кампании, связанные с защитой бездомных животных
В марте 2009 года в России прошла Общероссийской акции против убийств и негуманного отношения к бездомным животным. Основными требованиями митингующих были принятие закона, защищающего животных от жестокого обращения., а также принятие федеральной программы гуманного регулирования численности бездомных животных, строительство приютов.
Организация «Альянс за права животных» в 2008—2009 годах была среди организаторов митингов в защиту бездомных животных в Москве и других городах страны под лозунгами «Друзей не убивают!», «Приютам — да, жестокости — нет!», «Нет возврату к убийствам и эвтаназии бездомных животных»..
Известные деятели культуры, среди которых Елена Камбурова, Сергей Юрский, Инна Чурикова, Алексей Панин, Валентин Гафт и Андрей Макаревич регулярно обращаются с открытыми письмами в защиту бездомных животных к руководству государства и городским властям . Это обращение стало реакцией на незаконный массовый отстрел бездомных собак в Москве Аналогичные обращение направлялись и в дальнейшем.
В 2009 году в Москве с применением физической силы при подготовке к согласованному с городскими властями пикету в защиту бездомных животных были задержаны 12 человек. Они были отпущены лишь через несколько часов без составления протоколов об административном задержании, после того как произошедшее получило огласку и к нему было привлечено внимание правозащитников. В 2010 году уполномоченный по правам человека в Российской Федерации Владимир Лукин включил информацию о событии в свой доклад за 2009 год.
В 2007 году в вестибюле станции «Менделеевская» Московского метрополитена открыт памятник «Сочувствие», посвящённый гуманному отношению к бездомным животным и дворняге по кличке Мальчик, жившей в подземном переходе у станции и жестоко убитой здесь в 2001 году.